# ایهور برووکو
ایهور برووکو (اوکراینی: Ігор Степанович Бровко؛ زادهٔ ۱۳ اوت ۱۹۹۲) بازیکن فوتبال اهل اوکراین است.
از باشگاه‌هایی که در آن بازی کرده‌است می‌توان به باشگاه فوتبال اوورلا اوژهورود و باشگاه فوتبال آرسنال کی‌یف اشاره کرد.
وی همچنین در تیم ملی فوتبال Ukraine-19 بازی کرده‌است.